# Zafra (film)
Pour la ville espagnole, voir Zafra.
Pour plus de détails, voir Fiche technique et Distribution.
Zafra est un film argentin réalisé par Lucas Demare, sorti en 1959.

## Fiche technique
- Titre : Zafra
- Réalisation : Lucas Demare
- Scénario : Sixto Pondal Ríos
- Musique : Lucio Demare et Atahualpa Yupanqui
- Photographie : Antonio Merayo
- Montage : Jorge Gárate
- Production : Lucas Demare et Sixto Pondal Ríos
- Société de production : Argentina Sono Film
- Pays de production :  Argentine
- Genre : Drame
- Durée : 77 minutes
- Date de sortie : 
  - Argentine : 9 avril 1959

## Distribution
- Alfredo Alcón
- Graciela Borges
- Enrique Fava
- Atahualpa Yupanqui
- Luis Medina Castro
- Pedro Laxalt (en)
- José De Angelis
- Félix Rivero
- Iris Portillo
- Romualdo Quiroga
- Rossana Zucker
- Ariel Absalón
- Martha Roldán
- Rafael Salvatore
- Domingo Garibotto

## Distinctions
Le film a été présenté en sélection officielle en compétition au Festival de Cannes 1959.